# Biserica „Sfântul Teodor Stratilat” din Soroca
Biserica „Sf. Teodor Stratilat” cu clădirile aferente este un complex de clădiri amplasat pe str. V. Stroescu, 33 în Soroca, Republica Moldova. Este un monument arhitectural de importanță națională inclus în Registrul monumentelor Republicii Moldova ocrotite de stat cu nr. 2589 (raionul Soroca). Datează din 1914-1916.